# Альтшайд
Альтшайд (нем. Altscheid) — община в Германии, в земле Рейнланд-Пфальц. 
Входит в состав района Айфель-Битбург-Прюм. Подчиняется управлению Нойербург.  Население составляет 91 человек (на 31 декабря 2010 года). Занимает площадь 5,89 км².